# Dicliptera bracteata
Dicliptera bracteata är en akantusväxtart som beskrevs av Berthold Carl Seemann. Dicliptera bracteata ingår i släktet Dicliptera och familjen akantusväxter. Inga underarter finns listade i Catalogue of Life.